# Pogotowie opiekuńcze
Pogotowie opiekuńcze – instytucja zajmująca się wychowaniem i opieką młodzieży. Trafiają do niej dzieci znajdowane na ulicy, uciekające z domów lub innych placówek wychowawczo-opiekuńczych, niepełnoletnie ofiary przemocy domowej lub małoletni przestępcy, przebywając w tej placówce w czasie trwania procesu sądowego. Okres pobytu w pogotowiu nie powinien przekraczać 3 miesięcy, choć może być maksymalnie przedłużony o dalsze 3 miesiące (brane są pod uwagę trwające sprawy dotyczące wychowanka, lub też ukończenie roku szkolnego), formalnie maksymalnym okresem jest 6 miesięcy.
Głównym celem Pogotowia Opiekuńczego jest pomoc dzieciom i młodzieży (11–18 lat) znajdującej się w trudnej sytuacji oraz wymagających zapewnienia opieki całodobowej. Celem działania pogotowia opiekuńczego jest: powrót dziecka do własnej rodziny, umieszczenie go w placówce zastępującej rodzinę (np. dom dziecka lub podobnej), czy też w innej, odpowiedniej placówce (socjalizacyjnej, resocjalizacyjnej).
Zasadniczym zadaniem pogotowia opiekuńczego jest zakwalifikowanie dziecka do odpowiedniej placówki opiekuńczo-wychowawczej lub do rodziny zastępczej oraz doprowadzenie dziecka w czasie jego pobytu do normy w zakresie wychowania. O przyjęciu dziecka do pogotowia opiekuńczego decyduje orzeczenie sądowe (sąd wydaje takie orzeczenie w przypadkach nagłych, wymagających natychmiastowego zapewnienia dziecku opieki całkowitej), wniosków dyrektorów szkół, inspektorów placówek opiekuńczo-wychowawczych w celu ustalenia najkorzystniejszego dla nich środowiska wychowawczego, a także na prośbę rodziców dziecko może być przyjęte do takiej placówki, lecz ta powinna być poparta decyzją organu administracji oświatowej.
W przypadku niepomyślnych warunków wychowawczych w rodzinie, np. alkoholizm, trudności zdrowotne, bieda i ubóstwo, bezrobocie czy też uzależnienia, należy dążyć do resocjalizacji środowiska rodzinnego. Mówi się o tzw. rewaloryzacji środowiska rodzinnego, które prowadzi do stwarzania dzieciom rodziny zastępczej lub opiekuńczej, umieszczenie dziecka w domu dziecka czy pogotowiu opiekuńczym.

## Zadania pogotowia opiekuńczego
- zapewnienie doraźnej i okresowej opieki dzieciom opuszczonym i osieroconym bądź wymagającym odizolowania od dotychczasowego środowiska
- organizowanie odpowiedniej działalności kompensacyjno-terapeutycznej i resocjalizacyjnej
- zapewnienie każdemu dziecku warunków do wypełnienia obowiązku szkolnego, aby w miarę możliwości mogło kontynuować naukę w szkole
- opracowanie diagnozy pedagogicznej i lekarskiej oraz wskazań wychowawczych i dydaktycznych
- kwalifikowanie dzieci do rodzin zastępczych i adopcyjnych oraz kwalifikowanie dzieci do odpowiednich placówek wychowawczo-opiekuńczych.

Pogotowie opiekuńcze jest miejscem, gdzie dziecko nie powinno przebywać dłużej niż 3 miesiące.

## Struktura organizacyjna
W pogotowiu znajduje się zespół do spraw okresowej oceny sytuacji dziecka, który składa się z: pedagogów, psychologów, lekarzy, wychowawców oraz referenta ds. kwalifikacji oraz pracownika socjalnego.
Funkcją tego zespołu jest kwalifikowanie dziecka do umieszczenia w:
- domach dziecka
- rodzinach zastępczych
- państwowych młodzieżowych ośrodkach wychowawczych
- specjalnych ośrodkach szkolno-wychowawczych (dotyczy to dzieci z zaburzeniami zachowania, deficytami rozwojowymi itp.).

Zespół może zdecydować także w sprawie powrotu dziecka do rodziny własnej, o adopcji i przysposobieniu (w porozumieniu z sądem).

## Organizacja życia codziennego
Każde dziecko, które trafia do pogotowia opiekuńczego powinno najpierw przebywać na oddziale izolacyjnym, gdzie poddawane jest zabiegom higienicznym oraz badaniom lekarskim. W wielu placówkach jednak nie istnieją oddziały izolacyjne, więc dzieci przyjmowane są bezpośrednio do grup wychowawczych.
Z oddziału izolacyjnego dziecko jest kierowane do grupy wychowawczej w internacie. Z tej grupy bezpośrednio uczęszcza na zajęcia szkolne. Jeżeli dziecko ma poniżej 7 lat, wtedy trafia do grupy przedszkolnej. Dzieci poniżej 7 lat najczęściej trafiają do Domu Małego Dziecka.
Organizacja życia w internacie pogotowia opiekuńczego i podział wychowanków na grupy jest zależne od wieku dzieci. Dzieci starsze powinny być odizolowane od młodszych (z wyjątkiem rodzeństwa), ponieważ mają zwykle większy bagaż doświadczeń negatywnych, są zaniedbane wychowawczo.
Pogotowie opiekuńcze skupia najczęściej wychowanków wymagających zindywidualizowanych oddziaływań. Każdy z nich ma odrębną, niepowtarzalną biografię i własne, w swoisty sposób odczuwane przykre doświadczenia życiowe.